# Sun of a Gun
«Sun of a Gun» es la canción debut de la cantante danesa, compositora y productora discográfico Oh Land, de su segundo álbum de estudio homónimo de 2011 Oh Land. Fue lanzado como el primer sencillo del álbum en octubre de 2010 por SME Records.
En los Estados Unidos, obtuvo éxito comercial en la lista Dance Club Songs, llegando al puesto número 12. También alcanzó su punto máximo en varios países europeos, como Austria, Bélgica, Dinamarca y Alemania.  

## Video musical
Un video musical se estrenó el 19 de octubre de 2010 en YouTube, mostrando a Oh Land en dos etapas diferentes de una relación. Fue filmada en Brooklyn y dirigida por ThirtyTwo.

## Lista de canciones
| Descarga digital |                |          |  |
| N.º              | Título         | Duración |  |
| 1.               | «Sun of a Gun» | 3:25     |  |

## Posicionamiento en listas
| Listas (2010-2012)                    | Mejor posición |
| ------------------------------------- | -------------- |
| Alemania (Offizielle Deutsche Charts) | 60             |
| Austria (Ö3 Austria Top 40)           | 59             |
| Bélgica (Valonia) (Ultratop 50)       | 43             |
| Dinamarca (Tracklisten)               | 31             |
| Estados Unidos (Hot Dance Club Songs) | 12             |